# 世田谷区立瀬田小学校
世田谷区立瀬田小学校（せたがやくりつ せたしょうがっこう）は、東京都世田谷区瀬田2丁目にある区立小学校。

## 沿革
- 1954年（昭和29年）2月25日 - 京西小学校と二子玉川小学校の児童数増加[1]により設立された。
- 1958年（昭和33年）10月 - 分校（中町小学校の前身）設置[2]。
- 1959年（昭和34年）4月 - 分校が独立し、世田谷区立中町小学校として開校[2]。
- 1964年（昭和39年） - 体育館棟竣工[3]。
- 1967年（昭和42年） - この年から1974年（昭和49年）まで、校舎棟・給食棟竣工[3]。
- 1976年（昭和51年） - 特別教室棟竣工[3]。
- 2013年（平成25年）6月22日 - 開校60周年イベントとして、「タイムカプセル」を開封した[1]。
- 2021年（令和3年）度 - 仮校舎整備等実施[4]。
- 2022年（令和4年）
  - 春 - 仮設校舎建設[4]。
  - 4月1日 - 新BOP運用開始[5]。
  - 8月 - 旧校舎から仮設校舎へ移転。同時に旧校舎解体[4]。
- 2023年（令和5年） - 同年度半ばから、新校舎建設・特別教室棟改修[4]。
- 2025年（令和7年）
  - 3月 - 新校舎へ移転[4]。
  - 春～初夏 - 仮設校舎解体[4]。
  - 秋～冬 - 体育館解体[4]。
  - 年度末期 - 校庭・外構工事[4]。
- 2026年（令和8年）9月 - 全ての工事が完了[4]。

## 教育目標
人権尊重の精神に基づき、徳・智・体の調和がとれ、生涯にわたり自己を高める児童の生きる力の育成を目指す
- 思いやりのある子
  - 自他を敬愛し、人の喜びや悲しみに共感できる子ども
- よく考える子
  - 確かな学力を身に付け、深く考え、正しく判断し、表現できる子ども
- 進んでする子
  - 主体的・対話的で深い学びの実現に向けて、自ら進んで学ぶ子ども
- 元気な子
  - 生命を大切にし、進んで心と体をきたえる子ども

## 交通アクセス
- 東急バス「玉12」・「渋12」及び「瀬田営業所入出庫」の各系統で、「瀬田」停留所下車後、
  - のりばa（駒沢大学駅前行）から、徒歩約300m・約4～5分。
  - のりばb（二子玉川駅・二子玉川経由高津営業所行）から、徒歩約305m・約5分。
  - のりばc（駒沢大学駅前・渋谷駅前・瀬田営業所行）から、徒歩約430m・約7分。
  - のりばd（二子玉川駅・二子玉川経由高津営業所行）から、徒歩約420m・約7分。
    - なお、学校敷地からのりばc・のりばdまで、直線距離では近いが、国道246号線を横断する横断歩道や歩道橋が近くに無いため、遠回りとなる。
- 東急バス「園01」及び「瀬田営業所入出庫」の各系統で、「瀬田（環八口）」停留所下車後、
  - のりばa（瀬田営業所・田園調布駅前行）から、徒歩約385m・約6分（玉川通りと環八通りの交差点にある歩道橋経由）。
  - のりばb（二子玉川駅・千歳船橋行）から、徒歩約230m・約4分。
- 東急電鉄田園都市線・大井町線二子玉川駅（西口）から、徒歩約1km・約15分。

## 学区
出典
- 瀬田1丁目（全域）
- 瀬田2丁目（全域）
- 瀬田3丁目（全域）
- 瀬田4丁目（15番・17番～35番）
- 上野毛3丁目（15番・16番）
- 上野毛4丁目（22番～24番・38番・39番）
- 玉川台1丁目（1番～7番）
- 玉川台2丁目（1番～4番・7番～16番）

## 進学先中学校
出典
- 世田谷区立瀬田中学校

## 周辺
- 瀬田中さくら青空通り（世田谷区道）
- 医療法人社団幡野会幡野内科クリニック - 世田谷区道をはさんで、敷地が隣接。
- 学校法人東京第一バプテスト学園こひつじ幼稚園 - 進学前幼稚園のひとつ
- 世田谷区立瀬田中学校 - 主な進学先中学校
- 東急田園都市線 - ただし、駅は学校付近には無い。また、学校付近で、地上から地下に入る。
- 国道246号（玉川通り）
- 国道466号（都道311号との重複区間・環八通り）